# 1880년 이탈리아 총선
1880년 이탈리아 총선은 이탈리아 하원 508인을 선출하기 위한 첫 선거로 1880년 5월 16일 1차 투표, 5월 23일 2차 투표가 치러졌다.

## 상세
역사적 좌파 진영은 아고스티노 데프레티스 총리가 이끌고 있었으며 역사적 우파에서는 볼로냐 출신의 마르코 밍게티 전 총리가 이끌었다. 여기에 처음으로 좌파 진영의 옛 의원들로 구성되어, 좌파와 함께 우파 진영에 대항하는 선거연합을 이루었던 반대파 좌파 진영이 있었는데 브레시아 출신의 법학자 주세페 차나르델리가 이끌었다.
이탈리아 전체 인구 2900만 명 가운데 남성 유권자 621,896명만이 투표에 참가할 수 있었다. 선거 결과 역사적 좌파가 원내 제1당을 유지하였으며 반대파 좌파는 508석 가운데 119석을 차지하며 제3당 지위로 올라섰다. 후임 총리로 베네데토 카이롤리가 국왕 움베르토 1세으로부터 임명되었다.

## 참여 정당
| 정당 | 정당        | 성향     | 대표                  |
| ---- | ----------- | -------- | --------------------- |
|      | 역사적 좌파 | 자유주의 | 아고스티노 데프레티스 |
|      | 역사적 우파 | 보수주의 | 마르코 밍게티         |
|      | 반대파 좌파 | 진보주의 | 주세페 차나르델리     |

## 선거 결과
|                           |             |         |        |           |        |
| 정당                      | 정당        | 득표수  | %      | 의석수    | 변화   |
|                           | 역사적 좌파 | 146,096 | 40.76  | 218 / 508 | -196   |
|                           | 역사적 우파 | 135,717 | 37.86  | 171 / 508 | +77    |
|                           | 반대파 좌파 | 70,479  | 19.66  | 119 / 508 | (신당) |
|                           | 무소속      | 6,147   | 1.71   | 0 / 508   | -      |
| 총합                      | 총합        | 358,439 | 100.00 | 508       | 0      |
| 유효표                    | 358,439표   | 96.96%  |        |           |        |
| 무효표                    | 11,245표    | 3.04%   |        |           |        |
|                           |             |         |        |           |        |
| 총 투표수                 | 369,684표   | 100.00% |        |           |        |
| 유권자 (투표율)           | 621,896표   | 59.44%  |        |           |        |
| 출처: 이탈리아 국가통계청 |             |         |        |           |        |